# Nitroethan
Nitroethan je organická sloučenina se vzorcem CH3CH2NO2. V mnoha ohledech se podobá nitromethanu. Při normální teplotě a tlaku se jedná o olejovitou kapalinu. Čistý nitroethan je bezbarvý a má ovocnou vůni.[zdroj?]

## Příprava
Nitroethan se průmyslově vyrábí působením kyseliny dusičné na propan při 350–450 °C. Tato exotermická reakce produkuje čtyři průmyslově významné nitroalkany: nitromethan, nitroethan, 1-nitropropan a 2-nitropropan. Při reakci vznikají volné radikály, například CH3CH2CH2O., z homolýzy příslušných dusitanových esterů. Tyto alkoxyradikály jsou náchylné na fragmentační reakce C-C, což vysvětluje tvorbu směsi různých produktů.

## Použití
Kondenzacemi jako při Henryho reakci lze nitroethan převést na řadu komerčně zajímavých látek. Kondenzací s 3,4-dimethoxybenzaldehydem získáme prekurzor antihypertenziva methyldopa. Nitroethan kondenzuje se dvěma ekvivalenty formaldehydu a dává, po hydrogenaci, 2-amino-2-methylpropan-1,3-diol, který zase kondenzuje s kyselinou olejovou na oxazolin, který lze protonovat na kationový tenzid.
Podobně jako jiné nitrované organické sloučeniny lze nitroethan použít také jako aditivum do paliv a jako prekurzor výbušnin.
Nitroethan je užitečným rozpouštědlem polymerů, například polystyrenu, a zvláště se hodí pro rozpouštění kyanoakrylátových lepidel. Používá se i jako složka v odstraňovači umělých nehtů a ve sprejích pro utěsňování stropů.

## Toxicita
Nitroethan je podezřelý z toho, že způsobuje genetická poškození a je škodlivý pro nervový systém. Typická hodnota TLV/TWA je 100 ppm, typická hodnota STEL 150 ppm. Kontakt s kůží způsobuje u lidí dermatitidu. Ve studiích na zvířatech bylo při expozici nitroethanu pozorováno slzení, dušnost, dýchací šelesty, plicní edém, poškození jater a ledvin, narkóza. Vyskytly se případy otrav dětí po náhodném požití odstraňovače umělých nehtů.
LD50 pro potkany je 1100 mg/kg.